# Армштедт
Армштедт (нім. Armstedt) — громада в Німеччині, розташована в землі Шлезвіг-Гольштейн. Входить до складу району Зегеберг. Складова частина об'єднання громад Бад-Брамштедт-Ланд.
Площа — 8,92 км2. Населення становить 381 ос. (станом на 31 грудня 2020).